# 베자족

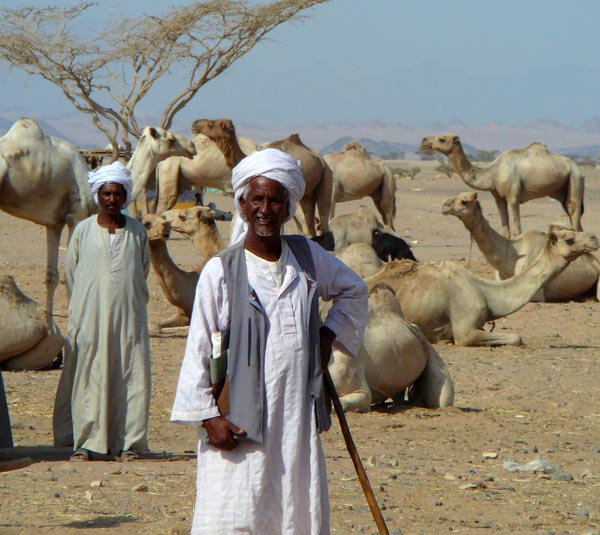
베자족 베두인

베자족(Beja, 베자어: Oobja, 아랍어: البجا, 티그레어: በጃ)은 수단, 이집트, 에리트레아에 걸쳐 거주하는 쿠시계 민족이다. 인구는 약 300만 명으로 추정된다. 모어로 아프리카아시아어족 쿠시어파의 베자어를 사용하는데, 에리트레아와 인접 지역의 베자족은 티그레어를 주로 사용하기도 한다.
전통적으로 동부 사막 지대에서 유목 생활을 해온 민족이며, 씨족 중심의 사회를 형성한다.

## 같이 보기
- 베자어